# Richard Ashcroft

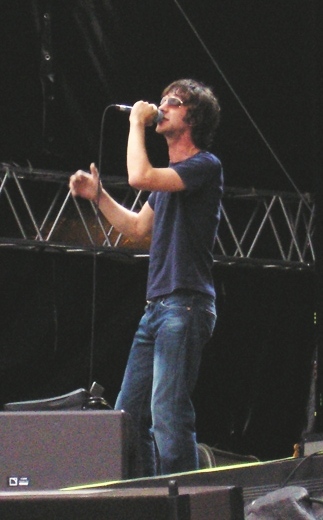
Richard Ashcroft

Richard Ashcroft (Wigan, 11 september 1971) is een Engelse rockzanger en songwriter. Hij is vooral bekend door zijn werk met de britpop-band The Verve.

## Biografie
Richard Ashcroft werd geboren in Wigan, Engeland. In 1989 was hij medeoprichter van The Verve. Met die band werd hij een belangrijke schakel binnen de britpop en moest hij concurreren met bands als Radiohead en Oasis. The Verve behaalde enkele grote successen, waaronder de singles Bitter Sweet Symphony en The Drugs Don't Work, maar ging in 1999 toch uit elkaar vanwege een opeenstapeling van sociale drama's binnen de band.
Ashcroft besloot een solocarrière te starten en zodoende kwam in 2000 zijn cd Alone With Everybody uit. Dit album belandde op nummer 1 in het Verenigd Koninkrijk en bevatte onder andere het nummer A Song for the Lovers. In 2002 kwam het vervolgalbum uit: Human Conditions. Dit album werd tevens een succes en kwam in Engeland op de 3e plaats in de hitlijsten. Het bevat onder andere de nummers Buy It In Bottles en Check The Meaning
In januari 2006 werd Keys to the World gepresenteerd. Deze cd behaalde de 2de plaats in het Verenigd Koninkrijk. De eerste single Break The Night With Colour werd een van Richards grootste solo hits.

## Collegae
In 1998 werkte Richard Ashcroft succesvol mee aan het eerste album van UNKLE, Psyence Fiction. Ook o.a. Thom Yorke van Radiohead en Mike D van de Beastie Boys participeerden hierin. Ook werkte Ashcroft in 2001 mee aan het album Come With Us van The Chemical Brothers.
Hoewel Ashcroft in zijn periode bij The Verve een concurrent was voor Oasis, was Noel Gallagher dusdanig van Ashcroft onder de indruk, dat hij het nummer Cast No Shadow aan hem opdroeg. Ze waren toen al goed bevriend.
Ook speelde Ashcroft op het voorprogramma van Liam Gallagher tijdens zijn solo tour As You Were.
Ook met zanger Chris Martin van Coldplay kan Richard Ashcroft het goed vinden. Toen zij op Live 8 in 2005 gezamenlijk Bitter Sweet Symphony vertolkten, noemde Martin hem the best singer in the world.

## Discografie (solo)

### Albums
- Alone With Everybody (2000)
- Human Conditions (2002)
- Keys to the World (2006)
- United Nations of Sound (2010), als RPA & the United Nations of Sound
- These People (2016)
- Natural Rebel (2018)

### Singles
- "A Song for the Lovers", (2000)
- "Money To Burn", (2000)
- "C'mon People (We're Making It Now)", (2000)
- "Check the Meaning", (2002)
- "Science of Silence", (2003)
- "Buy It In Bottles", (2003)
- "Break the Night With Colour", (2006)
- "Music Is Power", (2006)
- "Words Just Get in the Way ", (2006)

## Concerten in Nederland
Ashcroft heeft (solo) in totaal 5 keer live in Nederland gespeeld. Op 7 juli 2005 was Ashcroft support act voor Coldplay. Het concert in maart 2006 was volledig akoestisch. Het concert op 01-06-2006 werd afgelast vanwege ziekte van Ashcroft.
- 01-10-2000 Paradiso Amsterdam:

Brave New World/Space & Time /I Get My Beat /Sonnet
C'mon People (We're making it now)/On A Beach /Luckyman /You On My Mind In My Sleep
The Drugs Don't Work /New York /History /A Song For Lovers/
Bitter Sweet Symphony
- 10-12-2002 Paradiso Amsterdam:

Nature Is The Law/Lord I’ve Been Trying/ A Song For The Lovers/Paradise
Buy It In Bottles/New York/The Drugs Don’t Work/History/Check The Meaning/
Running Away/God In The Numbers/Luck Man/Space And Time/Science Of Silence/Bitter Sweet Symphony
- 07-07-2005 GelreDome Arnhem:

On Your Own/Space And Time/Lucky Man/A Song For The Lovers/
Lonely Soul/Nature Is The Law /Check The Meaning/One Day/
The Drugs Don`t Work/Bitter Sweet Symphony
- 07-03-2006 Paradiso Amsterdam:

Check The Meaning/Break The Night With Colour /Music Is Power/Sweet Brother Malcolm/History
Words Just Get In The Way/Keys To The World History /Why Not Nothing/Bitter Sweet Symphony (Blues Version)
- 13-06-2010 Melkweg Amsterdam: (met de United Nations of Sound)

Are You Ready/Born again/Song for Lovers/Beatitude/Music is Power/BoomBoom/America/Lucky Man/She Brings/Glory/Let my soul rest
Royal Highness/Thing called life/Break the night with colour
Solo Check the Meaning/Drugs Don't work/Space and Time/Sonnet